# Привільська сільська рада (Глухівський район)
Приві́льська сільська́ ра́да — колишній орган місцевого самоврядування у Глухівському районі Сумської області. Адміністративний центр — село Привілля.

## Загальні відомості
- Населення ради: 646 осіб (станом на 2001 рік)

## Населені пункти
Сільській раді підпорядковані населені пункти:
- с. Привілля
- с. Вознесенське
- с. Годунівка
- с. Москаленки
- с. Хотминівка

## Склад ради
Рада складається з 14 депутатів та голови.
- Голова ради: Тюльпа Ніна Іванівна
- Секретар ради: Ободєєва Тетяна Петрівна

### Керівний склад попередніх скликань
Примітка: таблиця складена за даними сайту Верховної Ради України